# Januar 2014
Portal Geschichte | Portal Biografien | Aktuelle Ereignisse | Jahreskalender | Tagesartikel

◄ |
20. Jahrhundert |
21. Jahrhundert

◄ |
1980er |
1990er |
2000er |
2010er
| 2020er | 2030er | 2040er

◄ |
2010 |
2011 |
2012 |
2013 |
2014
| 2015 | 2016 | 2017 | 2018 | ►

◄ |
Oktober 2013 |
November 2013 |
Dezember 2013 |
Januar 2014 |
Februar 2014 |
März 2014 |
April 2014 |
►
Dieser Artikel behandelt tagesbezogene Nachrichten und Ereignisse im Januar 2014.

## Tagesgeschehen

### Mittwoch, 1. Januar 2014
- Athen/Griechenland: Griechenland übernimmt die EU-Ratspräsidentschaft für ein halbes Jahr, bis 30. Juni.[1]
- Bern/Schweiz: Didier Burkhalter übernimmt für ein Jahr turnusgemäß das Amt des Bundespräsidenten, gleichzeitig übernimmt er für 2014 den Vorsitz der OSZE.[2]
- Bukarest/Rumänien, Sofia/Bulgarien: Für Rumänien und Bulgarien gilt innerhalb der Europäischen Union die uneingeschränkte Arbeitnehmerfreizügigkeit. Die Bundesagentur für Arbeit (BA) erwartet für Deutschland bis zu 180.000 Arbeitsmigranten.[3]
- Denver/Vereinigte Staaten: Der Bundesstaat Colorado hat für Bürger über 21 Jahre den Verkauf von Marihuana offiziell freigegeben.[4][5]
- London/Vereinigtes Königreich: Michael van Gerwen gewinnt die PDC World Darts Championship 2014 und wird damit jüngster Darts-Weltmeister der Geschichte.[6]
- Mamoudzou/Mayotte: Die französische Insel im Indischen Ozean wird als Gebiet in äußerster Randlage Teil der Europäischen Union.[7]
- Mogadischu/Somalia: Bei zwei Autobomben-Anschlägen auf das Hotel Dschasira nahe einem UN-Komplex werden mindestens sechs Personen getötet und mehrere verletzt. Die Polizei vermutet ein Selbstmordattentat der Shabaab-Miliz.[8]
- New York/Vereinigte Staaten: Chile, Jordanien, Litauen, Nigeria und der Tschad werden neue nichtständige Mitglieder im Sicherheitsrat der Vereinten Nationen.[9]
- Riga/Lettland: Als 18. Mitgliedstaat der Europäischen Union führt Lettland den Euro ein. Das vorhandene Bargeld in Lats zählt noch bis zum 14. Januar als gesetzliches Zahlungsmittel.[10]
- Wien/Österreich: Daniel Barenboim dirigiert das 74. Neujahrskonzert der Wiener Philharmoniker

### Donnerstag, 2. Januar 2014
- Commonwealth-Bucht/Antarktika: Das seit 25. Dezember im Eis eingeschlossene Kreuzfahrt- und Forschungsschiff Akademik Shokalskiy wird nach mehreren fehlgeschlagenen Befreiungsversuchen per Hubschrauber evakuiert.[11]
- Falludscha/Irak: Kämpfer der dschihadistisch-salafistischen Organisation Islamischer Staat im Irak und der Levante (ISIL) haben Teile der Städte Falludscha und Ramadi unter ihre Kontrolle gebracht. Die irakische Regierung entsandte Soldaten der Iraqi Special Operations Forces (ISOF) zur Terrorismusbekämpfung in beide Städte.[12][13]
- Turin/Italien: Die italienische Fiat S.p.A. übernimmt für 1,75 Milliarden US-Dollar (1,27 Milliarden Euro) den US-amerikanischen Automobilhersteller Chrysler mit Sitz in Auburn Hills (Michigan) komplett. Bislang hat der Fiat-Konzern einen Anteil von 58,8 Prozent gehalten. Nun erwirbt er die von der Gewerkschaft UAW Retiree Medical Benefits Trust (VEBA-Trust; ausgelagerte Gesundheits- und Pensionsverpflichtungen) gehaltenen Anteile.[14]

### Freitag, 3. Januar 2014
- Antananarivo/Madagaskar: Ex-Finanzminister Hery Rajaonarimampianina wird zum Sieger der Präsidentschafts-Stichwahl erklärt, die am 20. Dezember 2013 stattfand.[15]

### Samstag, 4. Januar 2014
- Falludscha/Irak: Die Stadt Falludscha wird von Kämpfern der Organisation Islamischer Staat im Irak und der Levante eingenommen.[16]
- Satish Dhawan Space Centre/Indien: Mit dem Start einer GSLV-Trägerrakete gelingt Indien erstmals ein erfolgreicher Start mit einer selbstentwickelten kryogenen Oberstufe. Ausgesetzt wurde der Kommunikationssatellit GSAT-14.[17]

### Sonntag, 5. Januar 2014
- Dhaka/Bangladesch: Die Awami-Liga mit der amtierenden Ministerpräsidentin Hasina Wajed gewinnt die Parlamentswahlen, die von der oppositionellen Bangladesh Nationalist Party boykottiert und von gewalttätigen Protesten begleitet worden sind.[18][19]
- Rosario/Argentinien: Beginn der Rallye Dakar 2014.[20]

### Montag, 6. Januar 2014
- Abydos/Ägypten: Eine vor einem Jahr entdeckte Pharaonengrabstätte kann anhand einer Inschrift dem Pharao Sobekhotep I. aus der Zweiten Zwischenzeit zugeordnet werden.[21]
- Berlin/Deutschland: Die Umweltorganisation BUND veröffentlicht eine Studie, der zufolge in der Schweinehaltung Hormone zur Optimierung wirtschaftlicher Abläufe eingesetzt werden. Hierdurch könne die Hormonbelastung in der Umwelt weiter zunehmen.[22]
- Bischofshofen/Österreich: Der österreichische Skispringer Thomas Diethart gewinnt die Vierschanzentournee 2013/14.[23][24]
- Washington, D.C./USA: Der Senat der Vereinigten Staaten bestätigt Janet Yellen als Nachfolgerin Ben Bernankes an der Spitze der US-Notenbank.[25]

### Dienstag, 7. Januar 2014

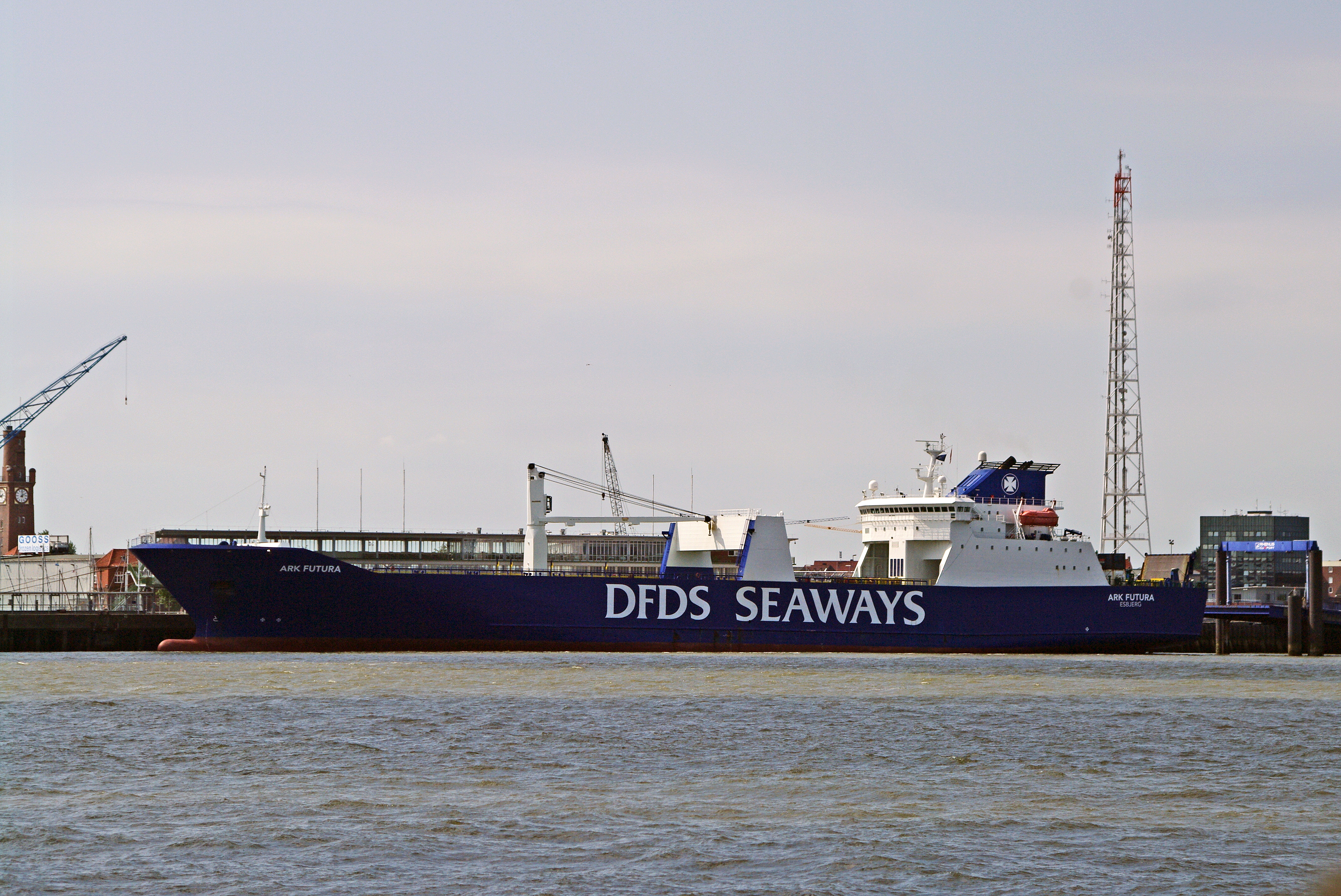
Die Ark Futura im August 2011

- Latakia/Syrien: Die Vereinten Nationen und die Organisation für das Verbot chemischer Waffen (OPCW) berichten über die erste Verschiffung der syrischen Chemiewaffen auf das dänische Frachtschiff Ark Futura. Der Transport nach Italien erfolgt im Rahmen der dänisch-norwegischen „Operation RECSYR“, begleitet von den Kriegsschiffen HDMS Esbern Snare (L17) und KNM Helge Ingstad (F313) sowie unter Beobachtung des russischen Kreuzers Pjotr Weliki (099) und der chinesischen Fregatte Yancheng (546). US-Satelliten observieren ebenfalls den Transport. Später soll in Italien die Verladung auf das US-amerikanische Schiff MV Cape Ray (T-AKR-9679) erfolgen.[26][27]
- New York/USA: Die Großbank JPMorgan Chase zahlt nach einer Verständigung mit der Staatsanwaltschaft als Entschädigung für die Betrügereien des ehemaligen Finanz- und Börsenmaklers Bernard L. Madoff an die Opfer insgesamt 1,7 Milliarden US-Dollar sowie rund 350 Millionen US-Dollar für einen Vergleich mit der staatlichen Aufsichtsbehörde OCC.[28][29]
- Teheran/Iran: Ajatollah Ali Chamene’i erlässt eine Fatwa, die das Chatten zwischen nicht verwandten oder verheirateten Männern und Frauen verbietet.[30] Die iranischen Behörden haben erst am 20. Dezember 2013 die chinesische Nachrichten-App WeChat blockiert.[31]

### Mittwoch, 8. Januar 2014
- Die seit Monaten größte Sonnenfleckengruppe rotiert über die Sonnenmitte. Der größte Einzelfleck ist 5× größer als die Erde und mit geeignetem Filter sogar freiäugig zu sehen. Eine Sonneneruption vor drei Tagen erreicht als heftiger Sonnensturm morgen die Erde.[32]
- Mogadischu/Somalia: Die islamistische al-Shabaab-Miliz verbietet in den von ihnen kontrollierten Gebieten im Zentrum und im Süden Somalias allen Bürgern die Nutzung des Internets. Wer sich dem widersetze, werde „als Feind“ betrachtet und „entsprechend der Scharia behandelt“.[33]
- Washington, D.C./USA: Die NASA gibt bekannt, dass der Betrieb der Internationalen Raumstation (ISS) bis mindestens 2024 fortgeführt werden soll. Die bisherige Vereinbarung sah den Betrieb nur bis 2020 vor.[34]

### Donnerstag, 9. Januar 2014
- Genf/Schweiz: Der Iran und die 5+1-Gruppe (UN-Vetomächte und Deutschland) setzen ihre Verhandlungen über das iranische Atomprogramm fort. An den zweitägigen Gesprächen nehmen auch die EU-Gesandte Helga Schmid, die US-amerikanische Staatssekretärin Wendy R. Sherman und Irans Vizeaußenminister und Chefunterhändler Abbas Araghchi teil.[35]
- Nantes/Frankreich: Ein Auftrittsverbot gegen den antisemitischen Komiker Dieudonné M’bala M’bala wird vom obersten Verwaltungsgericht Frankreichs bestätigt.[36]
- Provinz Catamarca/Argentinien: Bei der 36. Rallye Dakar verunglücken drei Personen tödlich. Der belgische Motorradfahrer Eric Palante stürzt auf der fünften Etappe zwischen Chilecito und San Miguel de Tucumán in eine Schlucht. Am gleichen Tag sterben die argentinischen Reporter Agustín Mina und Daniel Ambrosio in ihrem Fahrzeug.[37]

### Freitag, 10. Januar 2014
- Augsburg/Deutschland: Die Verlagsgruppe Weltbild stellt Insolvenzantrag, nachdem die Gesellschafter von Weltbild, zwölf katholische Bistümer, der Verband der Diözesen Deutschlands und die Soldatenseelsorge Berlin, nicht mehr bereit sind, weitere Mittel in das Unternehmen zu stecken.[38]
- Baden-Württemberg/Deutschland: In einer gemeinsamen Erklärung sprechen sich die Evangelische Landeskirche in Baden, die Evangelische Landeskirche in Württemberg, die Diözese Rottenburg-Stuttgart und das Erzbistum Freiburg gegen das Vorhaben der grün-roten Landesregierung aus, die Akzeptanz der sexuellen Toleranz im Rahmen einer Bildungsplanreform als Leitprinzipien für den Schulalltag zu verankern. „Was in Wissenschaft, Politik und Gesellschaft kontrovers ist, muss nach Überzeugung der Kirchen auch in Bildungsprozessen kontrovers dargestellt werden“, hieß es von Seiten der Kirchen.[39]
- Bangui/Zentralafrikanische Republik: Präsident Michel Djotodia tritt zurück.[40]
- Berlin/Deutschland: Durch Medienberichte wird bekannt, dass der Kartendienst Google Maps den Berliner Theodor-Heuss-Platz teilweise als Adolf-Hitler-Platz gekennzeichnet hat, dem bis 1945 verwendeten Namen. Eine Erklärung für die Panne gibt es nicht, sie wird noch am gleichen Tag behoben.[41]
- Eindhoven/Niederlande: Die Niederländische Organisation für Angewandte Naturwissenschaftliche Forschung (TNO) entwickelt für Barilla einen 3D-Drucker für Nudeln.[42]
- Garbahaarrey/Somalia: Bei einem kenianischen Luftangriff auf ein Trainingslager der somalischen al-Shabaab-Miliz werden nach Angaben der Kenya Defence Forces mindestens 30 Rebellenkämpfer getötet.[43]
- Tel Aviv/Israel: Als erste israelische Stadt erhält Tel Aviv ein Mahnmal für verfolgte sexuelle Minderheiten. Das Denkmal in Form eines Rosa Winkels war ein Symbol, das während der Zeit des Nationalsozialismus benutzt wurde, um männliche Häftlinge in Konzentrationslagern zu identifizieren, die wegen ihrer Homosexualität dorthin verschleppt worden waren.[44][45]

### Samstag, 11. Januar 2014

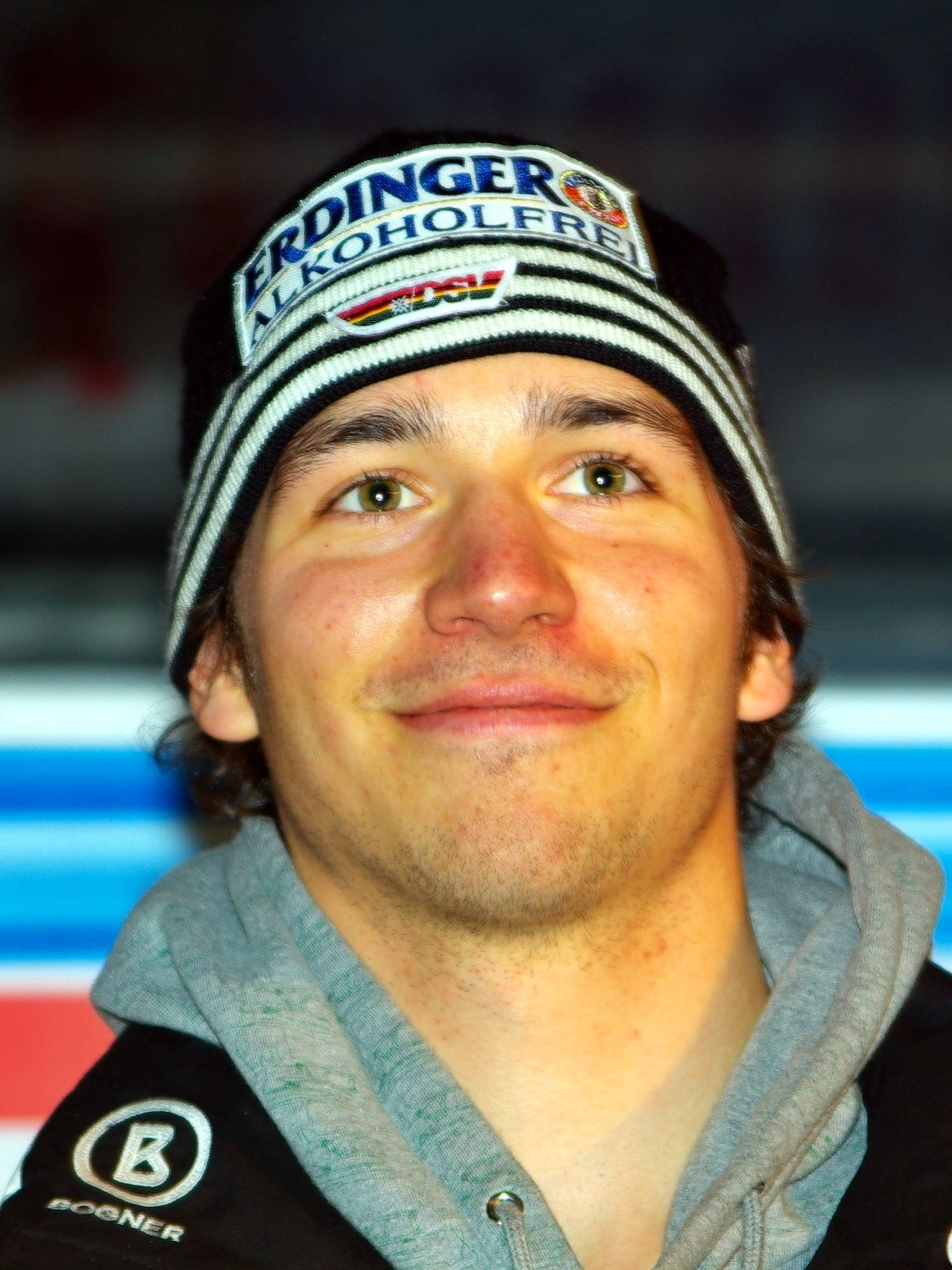
Felix Neureuther im Januar 2008

- Adelboden/Schweiz: Mit Felix Neureuther gewinnt erstmals seit über 40 Jahren ein deutscher Skirennläufer wieder ein Weltcuprennen im Riesenslalom.[46]
- Bilbao/Spanien: Rund 100.000 Menschen demonstrieren für „Menschenrechte, Einigung und Frieden“ und fordern auch die Verlegung von Häftlingen der baskischen Terrororganisation Euskadi Ta Askatasuna (ETA) ins Baskenland.[47]
- Charleston/USA: In der Kohlenwaschanlage Etowah River Terminal der Freedom Industries tritt durch ein Leck das Lösungsmittel 4-Methylcyclohexylmethanol (MCHM) aus und kontaminiert über den Elk River (Kanawha River) das Kanalisationsnetz im Zentrum und Süden des Bundesstaats West Virginia. Rund 300.000 Menschen sind von sauberem Trinkwasser abgeschnitten und werden mobil auch durch Transporte der West Virginia Air National Guard versorgt.[48]
- Kunming/China: Ein Großbrand zerstört große Teile der tibetischen Stadt Dukezong im Kreis Shangri-La in der chinesischen Provinz Yunnan.[49]
- Odisha/Indien: Die Volksgruppe der Dongria Kondh setzt sich im Streit um die Ausbeutung eines Bauxit-Vorkommens im Bundesstaat Odisha gegen das britische Bergbauunternehmen Vedanta Resources durch. Das Umweltministerium stoppt die Pläne zur Bauxit-Förderung am Berg Niyam Dongar endgültig, nachdem sich alle Ortsräte gegen das Minenprojekt ausgesprochen haben.[50]

### Sonntag, 12. Januar 2014
- Beverly Hills/USA: Der Film 12 Years a Slave gewinnt bei der Verleihung der Golden Globe Awards 2014 den Preis als bestes Filmdrama. Die Komödie American Hustle ist mit drei Auszeichnungen am erfolgreichsten.[51]
- Malakal/Südsudan: Bei einem Fährunglück auf dem Weißen Nil ertrinken etwa 200 Menschen, die vor den Kämpfen in der Stadt Malakal geflohen sind.[52]
- Managua/Nicaragua: Nicaraguas Präsident Daniel Ortega (FSLN) und der chinesische Bauunternehmer Wang Jing (HKND Group) geben den Baubeginn für den umstrittenen Nicaragua-Kanal für Dezember 2014 bekannt.[53][54] Als direkte Konkurrenz zum Panama-Kanal soll die neue Verbindung zwischen Atlantik und Pazifik 2019 fertiggestellt sein.
- Vatikanstadt: Papst Franziskus gibt die Namen von 19 Geistlichen bekannt, die er am 22. Februar 2014 in den Rang eines Kardinals erheben wird, unter ihnen der deutsche Erzbischof Gerhard Ludwig Müller (siehe auch: Liste der Kardinalskreierungen Franziskus’).[55]

### Montag, 13. Januar 2014
- Abuja/Nigeria: Präsident Goodluck Jonathan unterzeichnet ein umstrittenes Anti-Homosexuellen-Gesetz.[56]
- Bonn/Deutschland: Das Bundeskartellamt verhängt wegen verbotener Preisabsprachen bei Bier in den Jahren 2006 und 2008 Geldbußen von insgesamt 106,5 Mio. Euro gegen die Bierbrauunternehmen Bitburger Brauerei, Krombacher Brauerei, Privatbrauerei Ernst Barre, Veltins und Warsteiner Brauerei sowie gegen sieben persönlich Verantwortliche.[57]
- Zürich/Schweiz: Bei der jährlichen FIFA-Gala wird Cristiano Ronaldo mit dem Ballon d’Or als Weltfußballer des Jahres 2013 ausgezeichnet. Nadine Angerer wird als Weltfußballerin 2013 geehrt, Weltmännertrainer wird der ehemalige Trainer des FC Bayern München, Jupp Heynckes, Weltfrauentrainerin Silvia Neid. Weiter wird Pelé für sein Lebenswerk, der Afghanische Fußballverband für seine Fairness sowie Zlatan Ibrahimović für das Tor des Jahres geehrt.

### Dienstag, 14. Januar 2014
- Moskau/Russland: Der ungarische Ministerpräsident Viktor Orbán (Fidesz) und der russische Präsident Wladimir Putin unterzeichnen einen bilateralen Vertrag im Umfang von 10 Milliarden Euro, dass den Ausbau des Kernkraftwerks Paks um zwei weitere Blöcke vorsieht.[58]
- Schwerin/Deutschland: Birgit Hesse wird neue Arbeits- und Sozialministerin, Christian Pegel wird neuer Verkehrs- und Energieminister von Mecklenburg-Vorpommern.[59]
- Washington, D.C./USA: Ein US-Berufungsgericht erklärt die Netzneutralitätsregeln der Federal Communications Commission (FCC) für unzulässig. Das Telekommunikationsunternehmen Verizon Communications klagte gegen die Ende 2010 eingeführte Bestimmung. Die FCC prüft die Möglichkeit eines Revisionsverfahrens.[60]

### Mittwoch, 15. Januar 2014
- Abydos/Ägypten: Archäologen der Universität Pennsylvania entdecken in der ägyptischen Nekropole von Abydos das Grab eines bislang unbekannten Pharaos, der laut einer Inschrift den Namen Senebkay (Senebkai) trug und der sogenannten Zweiten Zwischenzeit zugeordnet wird.[61]
- Berlin/Deutschland: Marlene Mortler (CSU) wird zur Drogenbeauftragten der Bundesregierung bestellt.[62] Die zwölffache Paralympics-Siegerin Verena Bentele (SPD) wird zur Behindertenbeauftragten der Bundesregierung bestellt.[63]
- Kairo/Ägypten: Verfassungsreferendum in Ägypten

### Donnerstag, 16. Januar 2014
- Den Haag/Niederlande: Beginn des Verfahrens wegen des Attentats auf den libanesischen Ex-Ministerpräsidenten Rafiq al-Hariri beim Sondertribunal für den Libanon in Abwesenheit der Angeklagten.[64]
- Istanbul/Türkei: Infolge des Korruptionsskandals in der Türkei 2013 werden 20 Staatsanwälte aus Istanbul, darunter auch der oberste Staatsanwalt in Istanbul, Turhan Colakkadi, in die Provinz zwangsversetzt.[65]
- Kiew/Ukraine: Ein Gericht in Kiew verhängt ohne jede nähere Begründung ein generelles Demonstrationsverbot in der Hauptstadt infolge des Euromaidan.[66] Im Ukrainischen Parlament kommt es zu einer Schlägerei unter den Abgeordneten.[67]
- Laubach (Eifel)/Deutschland: Ein Kampfflugzeug vom Typ Tornado IDS des Taktischen Luftwaffengeschwaders 33 in Büchel stürzt unweit der Bundesautobahn 48 ab. Die beiden Piloten können sich mit dem Schleudersitz retten.[68][69]

### Freitag, 17. Januar 2014
- Berlin/Deutschland: Bundeslandwirtschaftsminister Hans-Peter Friedrich (CSU) gibt den Start des neuen bundesweiten Lebensmittelsiegels Regionalfenster ab 20. Januar 2014 bekannt. Das rechteckig, hellblaue Siegel informiert über die Region, aus der die Hauptzutat des Produktes stammt, den Verarbeitungsbetrieb sowie die Prüfstelle.[70][70]
- Kabul/Afghanistan: Bei einem Selbstmordanschlag mit drei Attentätern auf das von vielen Diplomaten und Mitgliedern von Hilfsorganisationen besuchte libanesische Restaurant „Taverna du Liban“ in Wazir Akbar Khān, nördlich von Kabul und gegenüber der belgischen Botschaft, kommen 21 Menschen ums Leben. Unter den Opfern sind zwei US-Bürger, ein Russe, zwei Briten, zwei Kanadier, ein Däne und zwei Libanesen, darunter auch K. Wabel Abdallah, seit 2008 Repräsentant des Internationalen Währungsfonds (IWF) in Afghanistan. Der Sprecher der Taliban, Sabiullah Mudschahid, bekennt sich per E-Mail zu dem Anschlag.[71][72]
- Oslo/Norwegen: Die Nasjonalbiblioteket gibt nach einer Vereinbarung mit der Verwertungsgesellschaft Kopinor die kostenlose Nutzung von urheberrechtlich geschützten Büchern im Internet bekannt. Unter der Webadresse bokhylla.no stehen ausschließlich für norwegische Bürger bereits rund 135.000 Titel zur Verfügung, die vor 2001 veröffentlicht wurden. Die Autoren und Verlage erhalten für jede digitalisierte Seite von der Nationalbibliothek rund 0,36 Kronen (0,043 Euro).[73]
- Sacramento/USA: Der Gouverneur von Kalifornien rief nach einer Dürre den Dürrenotstand aus und forderte die Bevölkerung auf Wasser zu sparen.

### Samstag, 18. Januar 2014
- München/Deutschland: Der Kommunikationschef des ADAC und Chefredakteur der Mitgliederzeitung ADAC Motorwelt, Michael Ramstetter, tritt wegen Manipulationsvorwürfen bei der Vergabe des Autopreises Gelber Engel zurück. Danach soll es bei der am 16. Januar 2014 ausgezeichneten Kategorie „Lieblingsauto“ der ADAC-Mitglieder bei der Modellreihe VW Golf nach Angaben der Süddeutschen Zeitung nur 3409 Stimmen statt der in einem ADAC-Dokument genannten 34299 Stimmen gegeben haben.[74][75]
- Valparaíso/Chile: Der Spanier Nani Roma gewinnt die Rallye Dakar 2014.[76]
- Wiesbaden/Deutschland: Volker Bouffier (CDU) wird mit 62 Stimmen bei 109 Anwesenden zum hessischen Ministerpräsidenten wiedergewählt und erhält damit eine Stimme mehr, als CDU und Bündnis 90/Die Grünen zusammen im Landtag besitzen.[77]

### Sonntag, 19. Januar 2014
- Bannu/Pakistan: Bei einem Autobombenanschlag auf einen Militärkonvoi werden 22 Soldaten getötet und 38 verletzt. Die Terrororganisation Tehrik-i-Taliban Pakistan (TTP) bekennt sich zu dem Attentat. Premierminister Nawaz Sharif sagt daraufhin seinen geplanten Besuch beim Weltwirtschaftsforum in Davos ab.[78][79]
- Cerklje na Gorenjskem/Slowenien: Die Stargeigerin Vanessa-Mae qualifiziert sich im Slalom für die Olympischen Winterspiele in Sotschi. Sie tritt für Thailand an und ist damit nach dem Langläufer Prawat Nagvajara erst die zweite Thailänderin überhaupt bei Olympischen Winterspielen.[80]
- Essen/Deutschland: Mit einem Bürgerentscheid stoppen die Wähler den Ausbau der Messe Essen. Die Kritiker sehen in der Investition von geplanten 123 Millionen Euro eine Überforderung der bereits mit über 3 Milliarden Euro verschuldeten Stadt.[81]
- Genf/Schweiz: Bei der Vorstellung des Kinderschutzberichts des Heiligen Stuhls vor dem UN-Ausschuss für die Rechte des Kindes in Genf bestätigt Vatikansprecher Federico Lombardi Angaben, wonach unter Papst Benedikt XVI. von 2011 bis 2012 insgesamt 384 katholische Geistliche wegen Kindesmissbrauchs abgesetzt wurden.[82][83]
- Lærdal/Norwegen: Die als UNESCO-Welterbe ausgezeichnete Altstadt Gamle Lærdalsøyri mit vielen Holzhäusern aus dem 18. und 19. Jahrhundert ist in der Nacht zum 19. Januar von einer schweren Brandkatastrophe betroffen. 30 Holzhäuser brennen nieder, über 90 Menschen werden verletzt.[84]

### Montag, 20. Januar 2014
- Bangui/Zentralafrikanische Republik: Catherine Samba-Panza, bisher Bürgermeisterin von Bangui, wird zur Übergangspräsidentin der Zentralafrikanischen Republik gewählt.[85]
- Darmstadt/Deutschland: Die ESA-Raumsonde Rosetta wird nach zweieinhalb Jahren im Energiesparmodus wieder erfolgreich aktiviert. Im November soll sie ein Landemodul auf dem Kometen Tschurjumow-Gerassimenko absetzen.[86]

### Dienstag, 21. Januar 2014
- Bangkok/Thailand: Die thailändische Regierung verhängt für 60 Tage den Notstand über Bangkok und Umgebung, um trotz der anhaltenden Unruhen die vorgezogenen Parlamentswahlen durchführen zu können.[87]
- Bonn/Deutschland: Das Bundesamt für Sicherheit in der Informationstechnik (BSI) teilt mit, dass bei der Analyse von Botnetzen rund 16 Millionen kompromittierte Identitätsdaten (E-Mail und Passwort) entdeckt wurden. Mit den gestohlenen Online-Zugangsdaten für Mail-Accounts können Kriminelle wegen der Verwendung der gleichen Zugangsdaten oft auch Zugriff zu Online-Shops oder Online-Communities erhalten.[88][89]
- Brüssel/Belgien: Beginn der Beitrittsverhandlungen der Europäischen Union mit Serbien.[90]

### Mittwoch, 22. Januar 2014
- Davos/Schweiz: 44. Jahrestreffen des Weltwirtschaftsforums (WEF), bis 25. Januar
- Itzehoe/Deutschland: Das Unternehmen PROKON Regenerative Energien meldet beim Amtsgericht Itzehoe Insolvenz an.[91]
- Montreux/Schweiz: Internationale Syrien-Friedenskonferenz

### Donnerstag, 23. Januar 2014
- Addis Abeba/Äthiopien: Unter Vermittlung der Intergovernmental Authority on Development (IGAD) unterzeichnen Verhandlungsführer der südsudanesische Regierung unter Präsident Salva Kiir und des Rebellenchefs und ehemalige Vizepräsident Riek Machar einen Waffenstillstand.[92]
- Davos/Schweiz: Der Public Eye Award für die „unverantwortlichsten Unternehmen der Welt“ wird an den Konzern Gazprom für riskante Ölbohrungen in der Petschorasee und an die Textilkette GAP für ihre Geschäftspraktiken in Bangladesch verliehen. Die Negativ-Auszeichnung wird von Greenpeace und der schweizerischen Organisation Erklärung von Bern vergeben.[93]

### Freitag, 24. Januar 2014
- Kairo/Ägypten: Bei drei Bombenanschlägen der jihadistischen Gruppe Ansar Bait al-Maqdis sind mindestens fünf Menschen getötet und über 70 verletzt worden. Dabei wurde eine 500 kg-Autobombe vor dem Polizeihauptquartier (Cairo Security Directorate) im Stadtteil Bāb el-Chalq gezündet, bei dem auch das Museum für Islamische Kunst schwer beschädigt wurde. Weitere Anschläge gelten der Polizeistation Al-Ahram rund 200 Meter vor den Pyramiden von Gizeh und nahe der Haltestation El-Behous (Bohhoth) der Metro Kairo in Gizeh.[94][95][96]

### Samstag, 25. Januar 2014
- al-Arisch/Ägypten: Die Terroristengruppe Ansar Beit al-Maqdis hat nahe dem Ort Sheikh Zuweid südöstlich von al-Arisch erstmals mit einer Flugabwehrrakete einen Militärhubschrauber abgeschossen. Dabei starben fünf ägyptische Soldaten.[97][98][99]
- Tel Aviv/Israel: In einem Privatarchiv des israelischen Juden Chaim Rosenthal sind rund 700 Briefe von Reichsführer SS Heinrich Himmler an seine Frau Margarete aufbewahrt worden. Der Vater der Dokumentarfilmerin Vanessa Lapa kaufte die Briefe ab und Lapa produzierte hieraus den Film Der Anständige, der am 9. Februar 2014 erstmals auf der Berlinale vorgestellt wird. Die Briefe von Himmler umfassen den Zeitraum von 1927 bis Ende April 1945 und sind vom Bundesarchiv auf ihre Echtheit überprüft worden. Die Zeitung Die Welt kündigte an, in einer achtteiligen Serie die Dokumente zu veröffentlichen.[100]
- Tunis/Tunesien: Die Verfassunggebende Versammlung von Tunesien nimmt die neue Verfassung mit großer Mehrheit an. Unter anderem sind Gewissensfreiheit, die Gleichberechtigung von Mann und Frau und eine parlamentarische Demokratie in der Verfassung verankert.[101]

### Sonntag, 26. Januar 2014
- Los Angeles/USA: Die französische Dance-Band Daft Punk erhielt bei der Verleihung der diesjährigen Grammy Awards fünf Auszeichnungen.[102]
- Peking/China: Der Bürgerrechtler und Rechtsanwalt Xu Zhiyong ist von dem Mittleren Volksgericht in Peking wegen „Aufstachelung zur Störung der öffentlichen Ordnung“ zu vier Jahren Haft verurteilt worden.[103]

### Montag, 27. Januar 2014

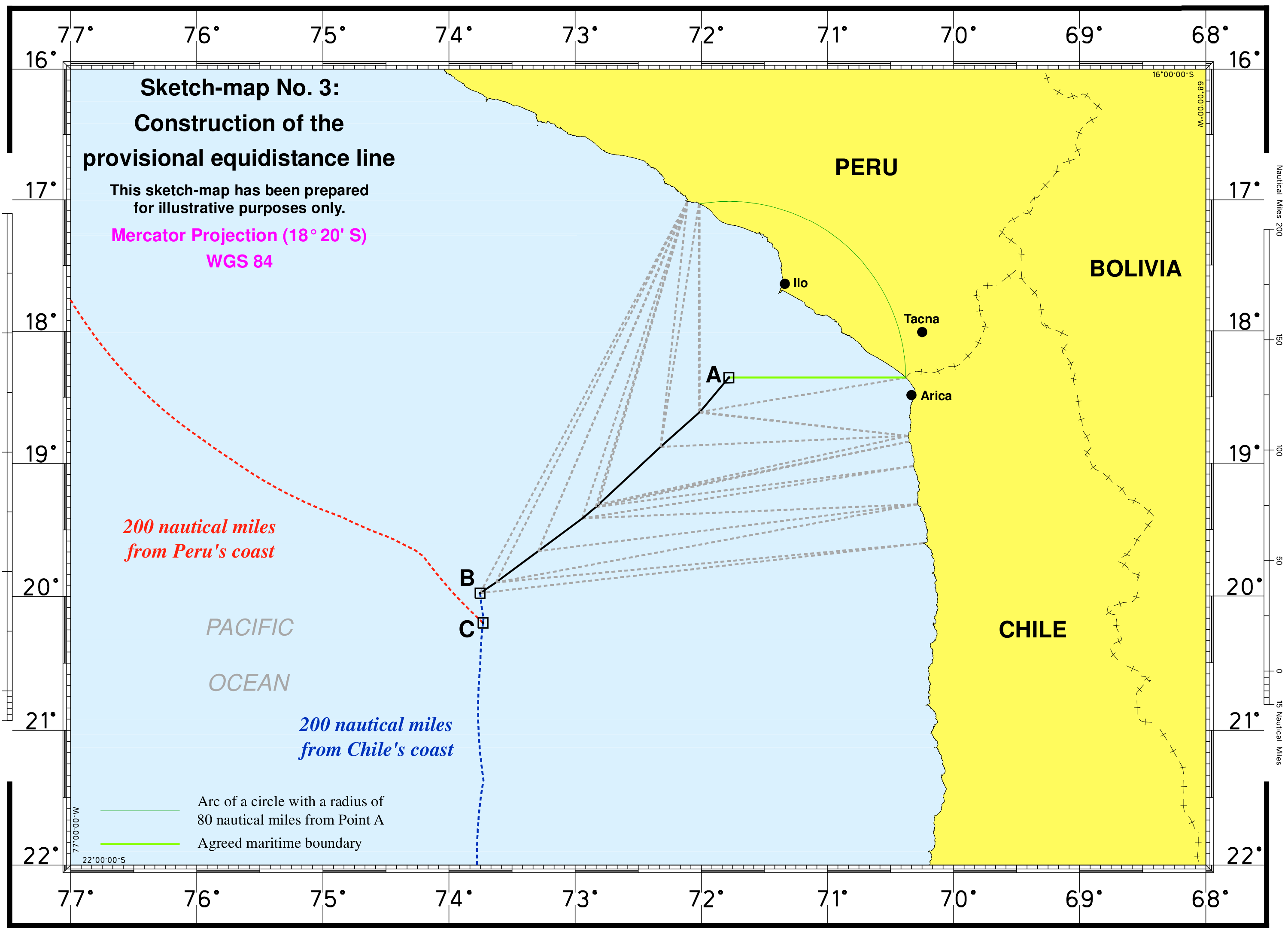
Seegrenze zwischen Chile und Peru

- Den Haag/Niederlande: Der Internationale Gerichtshof (IGH) verkündet im Streit um die Seegrenzen innerhalb der Ausschließlichen Wirtschaftszone (200-Meilen-Zone) zwischen Chile und Peru ein Urteil. Danach erhält Peru ein Gebiet von rund 36.000 Quadratkilometer zugesprochen.[104][105]
- La Paz/Bolivien: Wegen extrem hohen Niederschlagsmengen ruft der Präsident Boliviens den Notstand aus.

### Dienstag, 28. Januar 2014
- Brüssel/Belgien: EU-Russland-Gipfel
- Havanna/Kuba: Beginn des zweitägigen Gipfeltreffens der Gemeinschaft der Lateinamerikanischen und Karibischen Staaten (CELAC) an der 33 Staats- und Regierungschefs teilnehmen.[106]
- Kiew/Ukraine: Regierungschef Mykola Asarow (PR) tritt von seinem Amt zurück.[107]

### Mittwoch, 29. Januar 2014
- Berlin/Deutschland: Der Deutsche Bundestag hat die Verlängerung der Auslandseinsätze der Bundeswehr an der NATO-Operation Active Fence in der Südtürkei bis zum 31. Januar 2015 und an der NATO-Operation Active Endeavour im östlichen Mittelmeer bis Ende 2014 mehrheitlich beschlossen.[108][109]
- Brüssel/Belgien: Die Europäische Kommission hat in einem Kartellverfahren wegen verbotener Preisabsprachen im Zeitraum von Oktober 2005 bis Juli 2010 gegen die drei Polyurethanweichschaum-Hersteller Carpenter Co. (Virginia, USA), Eurofoam (Joint-Venture zwischen Recticel und der Greiner Holding) (Österreich) und Recticel (Belgien) Geldbußen in Höhe von insgesamt 114,1 Millionen Euro verhängt. Die Vita Cayman Ltd. (Cayman Islands) wurde die Geldbuße aufgrund der Aufdeckung des Kartells vollständig erlassen. Die Hersteller gelten als große Zulieferer für die Herstellung von Autositzen, Möbeln und Matratzen.[110][111]
- Toyota/Japan: Erstmals in der Geschichte der Automobilindustrie hat ein Hersteller in einem Jahr mehr als 10 Millionen Kraftfahrzeuge produziert. Der japanische Automobilkonzern Toyota stellte im Jahr 2013 insgesamt 10,12 Millionen Kraftfahrzeuge her.[112]

### Donnerstag, 30. Januar 2014
- Florenz/Italien: Amanda Knox wird vom Berufungsgericht in Florenz, zu 28 Jahren Haft und Komplize Raffaele Sollecito zu 25 Jahren Haft im Revisions-Prozess im Mordfall an Meredith Kercher verurteilt.[113]
- Mountain View/Vereinigte Staaten: Google Inc. trennt sich vom Handyhersteller Motorola Mobility und verkauft die Sparte an den chinesischen PC Hersteller Lenovo.[114]

### Freitag, 31. Januar 2014
- Kiew/Ukraine: Der seit 22. Januar 2014 vermisste 35-jährige Oppositionsaktivist Dmitri Bulatow ist überraschend gefunden worden. Bulatow weist erhebliche Folterspuren im Gesicht auf. Der Fall löst weltweite Reaktionen aus.[115] Bereits am 22. Januar 2014 wurde der 50-jährige Regierungsgegner und Seismologe Jurij Werbizkij (Juri Verbitsky) tot in einem Wald gefunden.[116]
- München/Deutschland: Eröffnung der 50. Münchener Sicherheitskonferenz. Der iranische Außenminister Mohammed Dschawad Sarif wird hierzu ebenfalls erwartet.

## Weblinks

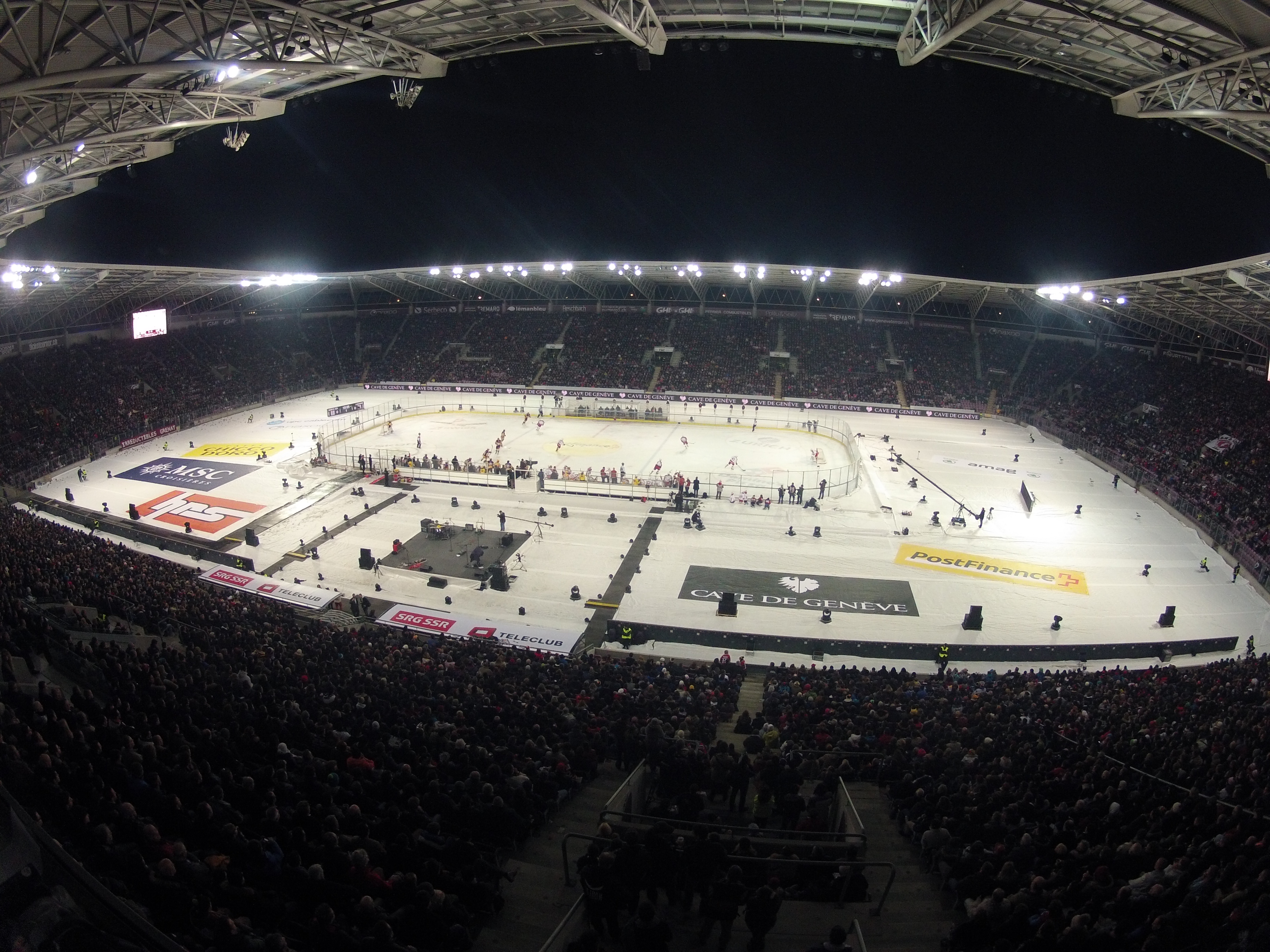
Kanton Genf im Januar 2014